# Movimiento Nacional de Meninos e Meninas de Rua
El Movimento Nacional de Meninos e Meninas de Rua (MNMMR) es una Organización no gubernamental creada en 1985 por un grupo de educadores de Brasil a instancia de UNICEF.
Coordinada por Mario Volpi. La asociación tiene más de 3.000 educadores que trabajan para mejorar las condiciones de los meninos y meninas, es decir, los "niños de las calles" de Brasil. Unos 17 millones de niños se encuentran en situación de abandono o bien no tienen ningún vínculo familiar, por lo que viven en las calles de las grandes ciudades de Brasil.
Este movimiento trabaja junto con Amnistía Internacional desarrollando una lucha constante para asegurar los derechos de estos niños y conseguir sacarlos de la "vida marginal", reintegrándolos en la sociedad y buscándoles una salida profesional.
En 1994 fue galardonada junto a las ONG Mensajeros de la Paz y Save the Children, con el Premio Príncipe de Asturias de la Concordia.